# 어라이벌 (1996년 영화)
《어라이벌》(영어: The Arrival)은 미국과 멕시코에서 제작된 데이비드 투이 감독의 1996년 SF 스릴러 영화이다. 찰리 신 등이 출연하였고, 토머스 G. 스미스 등이 제작에 참여하였다.
1998년 속편 비디오 영화 《어라이벌 2》(Arrival II)가 출시되었다.

## 줄거리
제인 저민스키와 캘빈은 외계 문명 탐사 연구소 SETI에 소속된 전파 천문학자로, 지구에서 약 14광년 떨어진 별인 울프 336에서 송신된 외계 생명 전파 신호를 탐지하고 이를 녹음한다. 제인은 이 발견을 미국 항공 우주국(NASA) 제트 추진 연구소(JPL)의 상사인 필 “고디” 고디언에게 보고하지만 고디언은 이를 무시한 뒤 혼자 있을 때 녹음 테이프를 파기한다. 이후 제인은 예산 삭감을 이유로 해고되며 블랙리스트에 올라 다른 천문 관측소에서 일할 수 없게 된다. 연인 차와의 관계에서도 어려움을 겪던 제인은 텔레비전 위성 안테나 설치 기사로 일하며 생계를 이어간다. 그는 고객들의 위성 접시를 활용해 천문 간섭계를 창작하고 옆집 소년 키키의 조력을 받아 이를 다락방에서 은밀히 가동한다.
외계 전파 신호를 다시 추적한 제인은 이 신호가 멕시코의 한 라디오 방송국에서 발생하는 지상 신호에 의해 묻히고 있다는 사실을 알게 된다. 그는 도움을 구하기 위해 캘빈을 찾지만 그가 일산화 탄소 중독으로 사망했다는 소식을 접한다(실은 살해되었다).
제인은 멕시코로 직접 향하고, 현지에 도착해 해당 라디오 방송국이 화재로 막 소실된 사실을 확인한다. 인근을 탐색하던 그는 최근 건설된 발전소를 발견하고, 그곳에서 미국 국립 대기 연구 센터(NCAR) 소속 기후학자인 일라나 그린을 만난다. 제인은 일라나가 대기 분석 장비를 발전소 보안대의 공격으로부터 보호하는 데 도움을 준다. 이후 발전소에 감금된 상태에서 일라나는 지구의 평균 기온이 몇 도 이상 급격히 상승했고 이로 인해 극지방 빙하가 녹고 생태계가 변화하고 있다고 설명한다. 그녀는 이 발전소처럼 최근 전 세계에 건설된 발전소 설비들이 이러한 지구 표면 온도 상승의 원인일 수 있다고 의심해 조사를 하고 있었던 것이다. 두 사람은 풀려나지만 일라나의 장비는 압수된다. 그 과정에서 제인은 경비 중 한 명이 고디와 닮았다는 사실을 알아차린다.
제인과 일라나는 다시 모여 계획을 세우지만 고디는 정원사로 위장한 요원들을 보내 제인의 다락방에 블랙홀 폭탄을 설치해 방 안의 모든 것을 흡입해 버린다. 제인은 일라나를 호텔에 남겨둔 채 홀로 발전소를 조사하러 가고, 그 사이 누군가 방에 전갈을 풀어놓아 일라나는 사망하게 된다.
제인은 발전소가 실은 외계인의 거점임을 밝혀낸다. 이 외계인들은 인간처럼 보이기 위해 인공 피부를 쓰고 있으며, 이곳에서는 대량의 온실 기체를 방출하고 있었다. 제인은 인근 마을로 돌아가 수사관에게 도움을 청하지만 외계인들이 일라나의 시신을 경찰서에 가져와 그를 용의자로 몰아가고, 그는 미국으로 도피하게 된다.
제인은 JPL 본부에서 고디를 다시 만나 협박 끝에 외계인들이 인간을 멸종시키고 지구를 자신들에게 적합한 환경으로 개조하기 위해 지구 온도를 의도적으로 높이고 있다는 사실을 자백받는다. 고디는 최근 NASA의 실패 사례들에도 외계인의 개입이 있었다고 암시하며, “왜 심우주 무인 우주 탐사선의 안테나가 펼쳐지지 않았는지, 왜 60억 달러짜리 망원경이 주거울 테스트도 없이 발사됐는지를 생각해보라”고 말한다. 제인은 이 대화를 몰래 녹음하지만 고디는 이를 눈치채자마자 요원들을 보내 제인을 체포하려 한다.
집으로 돌아와 자신의 장비가 모두 사라졌음을 확인한 제인은 차, 키키와 전파 관측소로 향한다. 제인은 그곳에서 고디의 실체를 폭로할 녹음 파일을 뉴스 위성으로 송출하려고 하지만 요원들이 나타나 전파 망원경과 위성 제어 장치를 망가뜨리려 한다. 제인은 키키에게 녹음 테이프를 맡기고 자신이 신호를 주면 송신하라고 지시한 뒤 차와 함께 전파 망원경 기지 내부에 침입해 제어실을 잠근 뒤 조정을 시작한다. 그러나 제인의 신호를 받은 키키는 외계 요원임을 드러내며 문을 열어 고디를 들여보내고, 고디는 테이프를 빼앗는다.
제인은 액체 질소를 분출시켜 고디와 요원들을 제압하고 테이프를 회수하기 위해 고디의 품을 뒤진다. 도중 요원 하나가 쥐고 있던 블랙홀 폭탄이 바닥에 떨어지더니 작동을 시작하여 주변을 집어삼키기 시작한다. 제인과 차는 전파 망원경 기지 통로를 통해 탈출하여 무너진 안테나 접시 위로 올라가고, 기지 대부분이 폭탄에 붕괴된다. 두 사람은 지상에 서 있는 키키를 발견하고, 제인은 다른 외계인들에게 자신이 곧 녹음 파일을 송출할 거라고 전하라고 말한다.

## 출연진
- 찰리 신 - 제인 저민스키 역
- 린지 크라우스 - 일라나 그린 역
- 테리 폴로 - 차 역
- 리처드 시프 - 캘빈 역
- 리언 리피 - 요원 1 역
- 론 실버 - 필 “고디” 고디언 / 멕시코 경비 역

## 기타 제작진
- 공동 제작: 사이러스 I. 야브네
- 협력 제작: 로렌조 오브라이언, 데이비드 트리펫
- 배역: 메리 조 슬레이터, 스티븐 브룩스뱅크
- 미술: 마이클 너보트니
- 의상: 마예스 C. 루베오